# بريان فيربوم
بريان فيربوم (30 يناير 1992 بآندرلخت في بلجيكا - ) هو لاعب كرة قدم بلجيكي في مركز الدفاع. شارك مع منتخب بلجيكا تحت 21 سنة لكرة القدم ومنتخب بلجيكا لكرة القدم. أما مع النوادي، فقد لعب مع زولته فاريجيم ونادي رويال أندرلخت.

## وصلات خارجية
- بريان فيربوم على موقع الاتحاد البلجيكي (الإنجليزية)
- بريان فيربوم على موقع قاعدة بيانات كرة القدم.إي يو (الإنجليزية)
- بريان فيربوم على موقع Soccerway.com (الإنجليزية)
- بريان فيربوم على موقع AS.com (الإسبانية)